# Madikeri
Madikeri è una città dell'India di 32.286 abitanti, capoluogo del distretto di Kodagu, nello stato federato del Karnataka. In base al numero di abitanti la città rientra nella classe III (da 20.000 a 49.999 persone).

## Geografia fisica
La città è situata a 12° 25' 0 N e 75° 43' 60 E e ha un'altitudine di 1.061 m s.l.m..

## Società

### Evoluzione demografica
Al censimento del 2001 la popolazione di Madikeri assommava a 32.286 persone, delle quali 16.356 maschi e 15.930 femmine. I bambini di età inferiore o uguale ai sei anni assommavano a 3.547, dei quali 1.799 maschi e 1.748 femmine. Infine, coloro che erano in grado di saper almeno leggere e scrivere erano 26.156, dei quali 13.629 maschi e 12.527 femmine.